# BA-27 (VBCP)
O BA-27 foi um Veículo Blindado de Combate Pesado (VBCP) construído na antiga União Soviética entre os anos de 1928 e 1931.

## História
O BA-27 foi empregado no exército soviético em 1929 e utilizado durante a Segunda Guerra Mundial como um veículo de escolta de infantaria e suporte, possuía uma torre de tiro semelhante a do tanque T-18.
Em 1927 a Izhorsky Factory e os seus designers desenvolveram um veículo blindado de combate pesado baseado no camião (português europeu) ou caminhão (português brasileiro) AMO-F-15 (uma copia do camião (português europeu) ou caminhão (português brasileiro) Fiat F-15). Mais de uma centena destes veículos foram produzidas, e os suas últimas unidades eram montadas sobre o chassis do camião (português europeu) ou caminhão (português brasileiro) Ford Modelo AA, este no entanto se mostrou inadequado pois não aguentava a blindagem pesada tendo que ser escolhida outra base para a sua construção. Então foi escolhido o chassis do Ford-Timken para a base do veículo que receberam a denominação de BA-27M, e introduzidos no serviço em 1º de Junho de 1941 depois da invasão alemã ao território soviético.